# Dytiscus volckmari
Dytiscus volckmari là một loài bọ cánh cứng trong họ Bọ nước. Loài này được Panzer miêu tả khoa học năm 1793.